# Esclavage dans le judaïsme
Cet article concerne l'approche théologique de l'esclavage, pour l'approche historique, voir Pratique de l'esclavage par des Juifs
L’esclavage dans le judaïsme est le statut qui est donné aux esclaves selon les différents textes et la tradition du judaïsme. Une distinction nette est établie entre l’esclave israélite et l’esclave cananéen, soumis à des règlementations différentes.
Les lois de l’esclavage et son éventuelle justification ont été discutées dans les Talmud avant d’être codifiées par Moïse Maïmonide et Joseph Caro.

## L'esclavage selon la Bible hébraïque

### Contexte

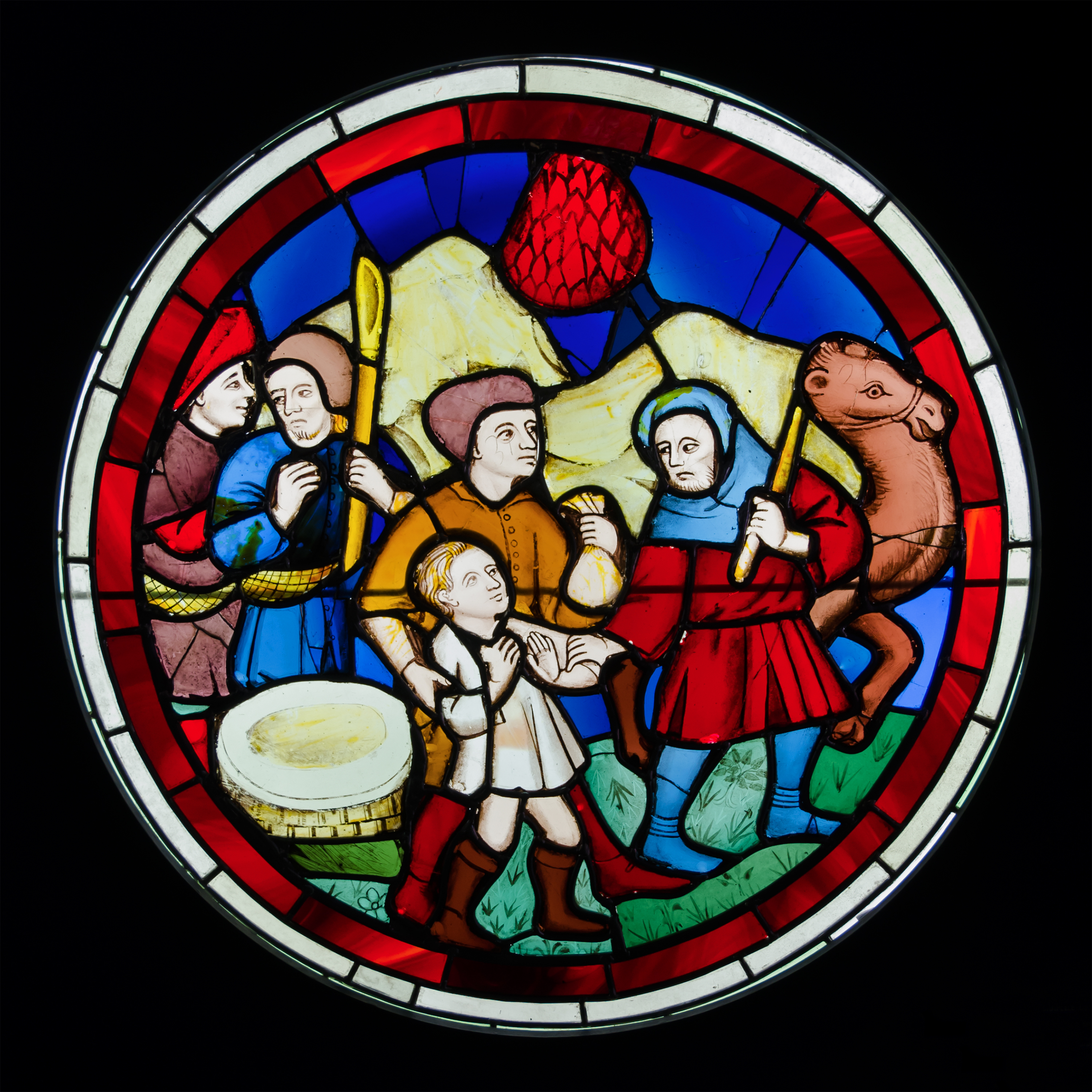
Joseph vendu par ses frères, vitrail, (XVe siècle s.), musée de Cluny (Paris).

L'esclavage est une institution que l'on trouve chez la plupart des peuples de l'Antiquité. Statut de celui qui n'est ni homme libre, ni étranger bénéficiant de l'hospitalité, c'était la condition dans laquelle tombaient les membres des peuples vaincus, les individus débiteurs insolvables, ou les déshérités, obligés de se vendre pour subsister ou rembourser leur dette. L'esclavage ne se fondait pas sur la « race », la religion ou la couleur de peau. Cette condition n'était pas nécessairement dure ; elle pouvait aussi correspondre à celle de domestique à l'époque moderne.

#### Traductions du mot
L'esclavage est mentionné dans le Pentateuque (appelé Torah chez les Juifs) de la Bible hébraïque. La langue hébraïque de la Torah ne possède cependant pas de terme spécifique signifiant « esclave ». Le mot eved est construit sur la racine avad qui veut dire « travailler » et est traduit selon le contexte ou le traducteur par « serviteur », « travailleur » ou « esclave ». Ainsi, Éliézer est le serviteur (eved) d'Abraham ou les sujets du roi sont ses serviteurs (avadim).

### L'esclavage des Hébreux en Égypte

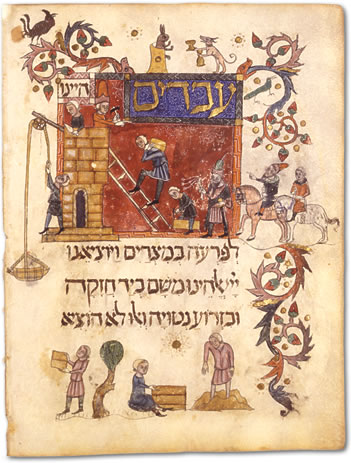
Enluminures d'une page de la Haggadah de Pâques, illustrant le verset « Nous fûmes esclaves de Pharaon en Égypte », Barcelone (XIV^{e} s.)

Dans la Bible hébraïque, Joseph est vendu comme esclave par ses frères et les Hébreux sont eux-mêmes esclaves chez les Égyptiens durant plus de 400 ans. La mention du souvenir de l'esclavage est récurrente dans la Bible hébraïque où il est rappelé maintes fois : « Souviens-toi que tu fus esclave en pays d’Égypte ». Dans la liturgie, ce rappel au moins annuel induit une forme d'empathie dans l'esprit de l'Israélite et à toutes les époques depuis l'Antiquité.
Après leur libération de la servitude, la Loi donnée par YHWH ou Yahweh (Dieu) à Moïse leur impose d'accorder à leurs esclaves des protections particulières que l'on trouve formulées dans plusieurs livres de la Torah (en Exode chapitre 21), et nulle part ailleurs à l'époque antique dans les sociétés romaines et proche-orientales.

### Protection des esclaves
Il est interdit de faire travailler les esclaves le jour du Shabbat parce que ce sont des êtres humains devant être traités comme les autres ; ils ont non seulement le droit à l'émancipation la septième année (ou année sabbatique) mais doivent être libérés de tout engagement après sept cycles sabbatiques, l'Année du Jubilé,. Un esclave qui est emmené en Terre d'Israël devient libre dès qu'il en a touché le sol. Une autre règle est mentionnée dans l'Exode : 
« Et s’il fait tomber une dent à son esclave, homme ou femme, il le mettra en liberté, pour prix de sa dent. »
— Ancien Testament, Exode 21:27
Nulle part dans les commandements juifs, il est demandé d'asservir quiconque.
Dans le Pentateuque, il est considéré comme un crime d'enlever un homme pour le vendre comme esclave.
L'esclave peut recouvrer sa liberté en étant racheté ou en étant libéré par son maître. Il est en outre interdit de ramener un esclave en fuite à son maître.

### Distinction entre esclave hébreu et étranger
Le code de l’Alliance comprend deux ensembles de règles distincts pour l’esclave hébreu (eved ivri, Lévitique 25:39-43) et pour l’esclave étranger, provenant des peuplades alentour ou leur engeance, considéré comme une propriété héritable (Lévitique 25:44-46).
Les derniers proviennent de populations vaincues ou vassales, les premiers se vendent du fait de leur extrême pauvreté, ou pour payer leurs dettes financière ou judiciaire car peuple longtemps nomade, les Hébreux ne possédaient pas de prison. L'esclave cananéen (non-juif donc) appartient à son maître, pour toujours mais le maître ne dispose pas pour autant de la vie de l'esclave, laquelle appartient à dieu.

## L’esclavage selon les Sages d'Israël

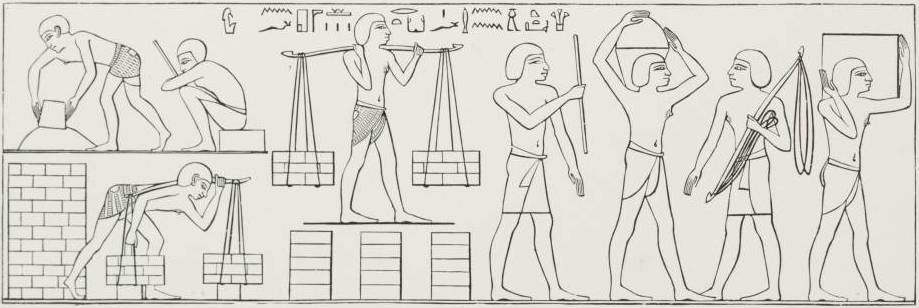
Esclaves juifs ou sémites fabriquant et transportant des briques (Tombe de Rekhmara à Thèbes, Égypte). Dessin publié in Egypt : Descriptive, Historical, and Picaresque, G. M. Ebers (1878)

Dans le cadre de la Torah orale, on rappelle la création du premier homme, Adam, dont le Talmud précise que « la poussière ⟨avec laquelle il fut créé⟩ a été recueillie de toutes les parties de la terre », et ce, afin qu'aucun homme ne puisse se targuer ou se plaindre d'une hérédité juste ou mauvaise. À l'origine, chacun est donc l'égal de son prochain.
Le Talmud réglemente dans cette optique le statut de l'esclave, : il condamne le propriétaire d'un esclave à libérer celui-ci sur le champ si le maître blesse l'esclave. En outre, l'esclave doit être logé, vêtu et nourri : « Tu ne dois donc pas manger du pain blanc, alors que (ton esclave) mange du pain noir ; tu ne dois pas boire du vin vieux alors qu'il boit du vin trop jeune, dormir sur un matelas de laine, tandis qu'il dort sur la paille. »
Le Talmud de Babylone, traité Kiddouchin 22a, résume : « Qui s'achète un esclave, s'achète un maître ».
Au Moyen Âge, le philosophe théologien Maïmonide, dans le Mishneh Torah, a énoncé les obligations du maître juif à l'égard de son esclave juif - le cas de l'esclave non juif étant devenu caduc puisque les Juifs n'avaient plus le droit chez les Chrétiens, de posséder des esclaves chrétiens, comme chez les Musulmans, de posséder des esclaves musulmans.
Selon ces lois, un esclave juif vendu par un tribunal, devient libre au bout de la sixième année, en écho à la semaine de création divine. Le maître n'a pas le droit de séparer l'esclave des siens qu'il a l'obligation de nourrir. Aucune fille ne peut avoir le statut d'esclave au-delà de l'âge de la puberté.
Le Choulhan Aroukh précise que c'est faire preuve de piété de ne pas maltraiter son esclave, de ne point l'humilier, de bien le nourrir et d'écouter ses doléances. Quant au fait de tuer un esclave cananéen, c'est un meurtre et jugé comme tel.

## Époque moderne
Durant l'ère moderne, lorsque le mouvement abolitionniste cherche à interdire l'esclavage, certains partisans de l'esclavage - Juifs ou non-juifs - utilisent les lois juives pour fournir une justification religieuse à la pratique de l'esclavage tandis que leurs opposants - dont nombre de Juifs - s'investissent dans le mouvement anti-esclavagiste, en s'appuyant également sur d'autres enseignements juifs comme arguments contre l'esclavage,,,,,,.
De nos jours, selon l'Union orthodoxe, The Forward et la revue Jewish Quarterly, l'esclavage - tel que défini comme l'asservissement total d'un être humain sur un autre - est absolument inacceptable dans le judaïsme,,.